# Сліпорід-Іванівка
Сліпорід-Іванівка — село в Україні, в Лубеському районі Полтавської області. Населення становить 569 осіб. Входить до складу Гребінківської міської громади.

## Географія
Село Сліпорід-Іванівка знаходиться на лівому березі річки Сліпорід, недалеко від її витоків, нижче за течією на відстані 2 км розташоване село Тарасівка, на протилежному березі - село Майорщина. Село витягнуто вздовж русла річки на 6 км. На річці кілька загат.

## Історія
Частина х.Березинщини, якою заволодів Григорій Григорович Огранович, в свій час одержала ім'я володаря - Григорівщина. Після нього вона дісталась його дітям: Левкові, Петрові та Євдокії Григоровичам Ограновичам. Левко Григорович свою частину передав своїй дочці Ганні Левковні, яка стала дружиною поручника Дмитра Івановича Боярського (тому ця маєтність деякий час носила назву "Боярщина").
Друга частина Григорівщини від Петра Григоровича та його сестри Євдокії Григорівни (яка не мала своєї сім'ї) перейшла дітям першого - мічману Миколі Петровичу і полковникові Іванові Петровичу Ограновичам. Ця частина не мала сталої назви, її називали хутором Сліпорідським, або Березинщинським, або Григорівщиною.
Вперше Сліпорідсько-Іванівським він був названий в 1863 році, в період селянської реформи, коли оформлялись документи на продаж землі селянам поміщиком, полковником Іваном Петровичем Ограновичем (його брат Микола Петрович, мабуть, помер до 1863 р. і вся маєтність залишилась за Іваном Петровичем). Його ім'я і було добавлено до слова Сліпорід: з тих пір хутір став називатись Сліпорід-Іванівкою. Наділялось землею 56 "ревізьких душ"(селян чоловічої статі, записаних при десятому народному переписові 1859 р).
В хуторі було всього селянських дворів – 24, із них піших господарств – 4, тяглих - 20. (Далеко не у всіх селах і хуторах був такий високий відсоток тяглих!). Селянам продавалось землі: присадибної - 14.65 десятин, вигойної -6.8 десятин, польової -113,5 десятин.
В 1884 році маєтність значилась за І.П. Ограновичем, хоча його уже не було в живих. Оскільки Іван Петрович і його брат Микола Петрович не мали спадкоємців (вони не були одружені), то їх маєтність перейшла в інші руки.
В 1913 році 139 десяти землі Сліпорід-Іванівки належало мішанину Шмиголю Івану Даниловичу, більше 100 десятин - поміщикам Яблунівським. В 1915 р. тут було 5 вітряків (млинів).

## Економіка
- ТОВ АФ «Мрія».
- Агро Кооператив «Ріпак».

## Об'єкти соціальної сфери
- Школа І-ІІ ст.

## Пам'ятки
Поблизу села розташована пам'ятка природи — гідрологічний заказник Пологи.

## Постаті
- Курочка Анатолій Михайлович — старший сержант, Міністерство внутрішніх справ України, учасник російсько-української війни 2014–2015 років.